# Kanton Hondschoote

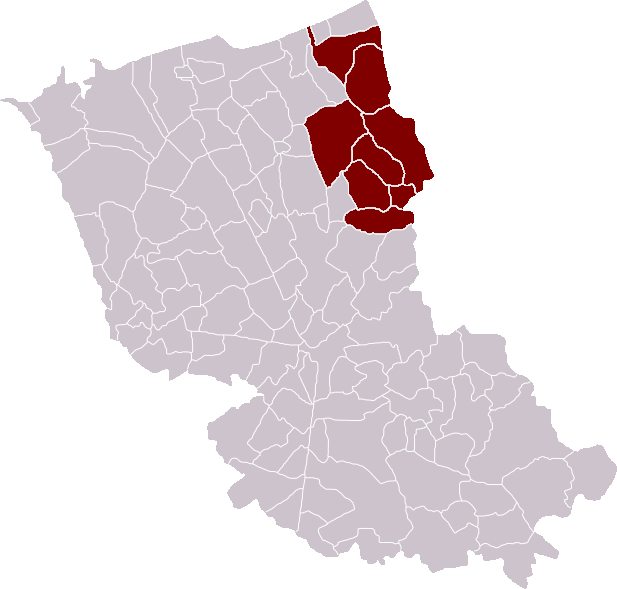
Kanton Hondschoote

Der Kanton Hondschoote war bis 2015 ein französischer Kanton im Arrondissement Dunkerque, im Département Nord und in der Region Nord-Pas-de-Calais. Sein Hauptort war Hondschoote. Vertreter im Generalrat des Departements war zuletzt von 1994 bis 2015 Jean Schepman.

## Gemeinden
Der Kanton bestand aus acht Gemeinden:
| Gemeinde    | Einwohner Jahr | Fläche km² | Bevölkerungsdichte | Code INSEE | Postleitzahl |
| ----------- | -------------- | ---------- | ------------------ | ---------- | ------------ |
| Bambecque   | 750 (2013)     | –          | – Einw./km²        | 59046      | 59470        |
| Ghyvelde    | 4.130 (2013)   | –          | – Einw./km²        | 59260      | 59254        |
| Hondschoote | 4.052 (2013)   | –          | – Einw./km²        | 59309      | 59122        |
| Killem      | 1.012 (2013)   | –          | – Einw./km²        | 59326      | 59122        |
| Les Moëres  | 945 (2013)     | –          | – Einw./km²        | 59404      | 59122        |
| Oost-Cappel | 507 (2013)     | –          | – Einw./km²        | 59448      | 59122        |
| Rexpoëde    | 2.069 (2013)   | –          | – Einw./km²        | 59499      | 59122        |
| Warhem      | 2.063 (2013)   | –          | – Einw./km²        | 59641      | 59380        |

Die niederländischen Bezeichnungen der Gemeinden sind:
- Bambecque: Bambeke
- Ghyvelde: Gijvelde
- Hondschoote: Hondschote
- Killem: Killem
- Les Moëres: De Moeren
- Oost-Cappel: Oostkappel
- Rexpoëde: Rekspoede
- Warhem: Warrem